# Mount Pittard
Mount Pittard ist ein 2410 m hoher Berg im ostantarktischen Viktorialand. Er ragt 20 km östlich des nördlichen Teils der Homerun Range in den Admiralitätsbergen auf.
Der United States Geological Survey kartierte ihn anhand eigener Vermessungen und Luftaufnahmen der United States Navy aus den Jahren von 1960 bis 1963. Das Advisory Committee on Antarctic Names benannte ihn 1970 nach dem US-amerikanischen Biologen Donald A. Pittard vom United States Antarctic Research Program, der von 1966 bis 1967 und von 1967 bis 1968 auf der McMurdo-Station tätig war.